# 리버스주

리버스주의 위치

리버스주(영어: Rivers State)는 나이지리아의 남부에 있는 주로, 주도는 포트하커트이다. 면적은 11,077km2이며, 인구는 6,689,087명(2005년)이다. 1967년 5월 27일에 신설되었다. 북쪽으로는 이모주와 아비아주, 아남브라주, 동쪽으로는 아콰이봄주, 서쪽으로는 바이엘사주와 델타주, 남쪽으로는 대서양과 접한다.